# Códice (revista)
Códice es una revista de la localidad albaceteña de La Roda, España que cada dos meses, edita la Asociación Cultural Trivium (enlace roto disponible en Internet Archive; véase el historial, la primera versión y la última).. 
Comenzó su edición en abril de 2004 y su principal objetivo es la cultura -especialmente la local- con secciones dedicadas al arte, música, cine, historia, literatura,cómics etc. Igualmente se tratan temas de actualidad tanto de nivel local como nacional.
En los últimos meses, han sido entrevistados para la publicación el periodista deportivo Paco González, al dibujante Forges o al portavoz del Partido Popular en el Senado de España, Pío García-Escudero, entre otras muchas personas de relevancia a nivel nacional. 
Actualmente cuenta con una tirada de aproximadamente, 500 ejemplares.
- Datos: Q5796618